# Balaton-felvidéki Nemzeti Park
A Balaton-felvidék, a Dél-Bakony, a Tapolcai-medence, a Keszthelyi-fennsík és a délnyugatra nyúló Kis-Balaton medencéje tartozik a Balaton-felvidéki Nemzeti Parkhoz, amelyet 1997-ben hoztak létre, elsősorban hat tájvédelmi körzet (Badacsonyi-, Káli-medence-, Keszthelyi-, Kis-Balaton-, Pécselyi-medence- és a Tihanyi-félsziget Tájvédelmi körzet) összevonásával. A címernövénye a lisztes kankalin.

## Földrajzi elhelyezkedése
A mozaikos felépítésű Balaton-felvidéki Nemzeti Park 1997-ben alakult a mai Veszprém és Zala vármegye területén, a Balaton északi vonalától a Rába síkjáig, a Marcal völgyétől a Tési-fennsíkig, a Murától a Kis-Balatonig fekvő terület mintegy 57 000 ha-os részén. Természetvédelmi kezelője a Balaton-felvidéki Nemzeti Park Igazgatóság, melynek székhelye Csopakon van.

## A nemzeti park területi egységei

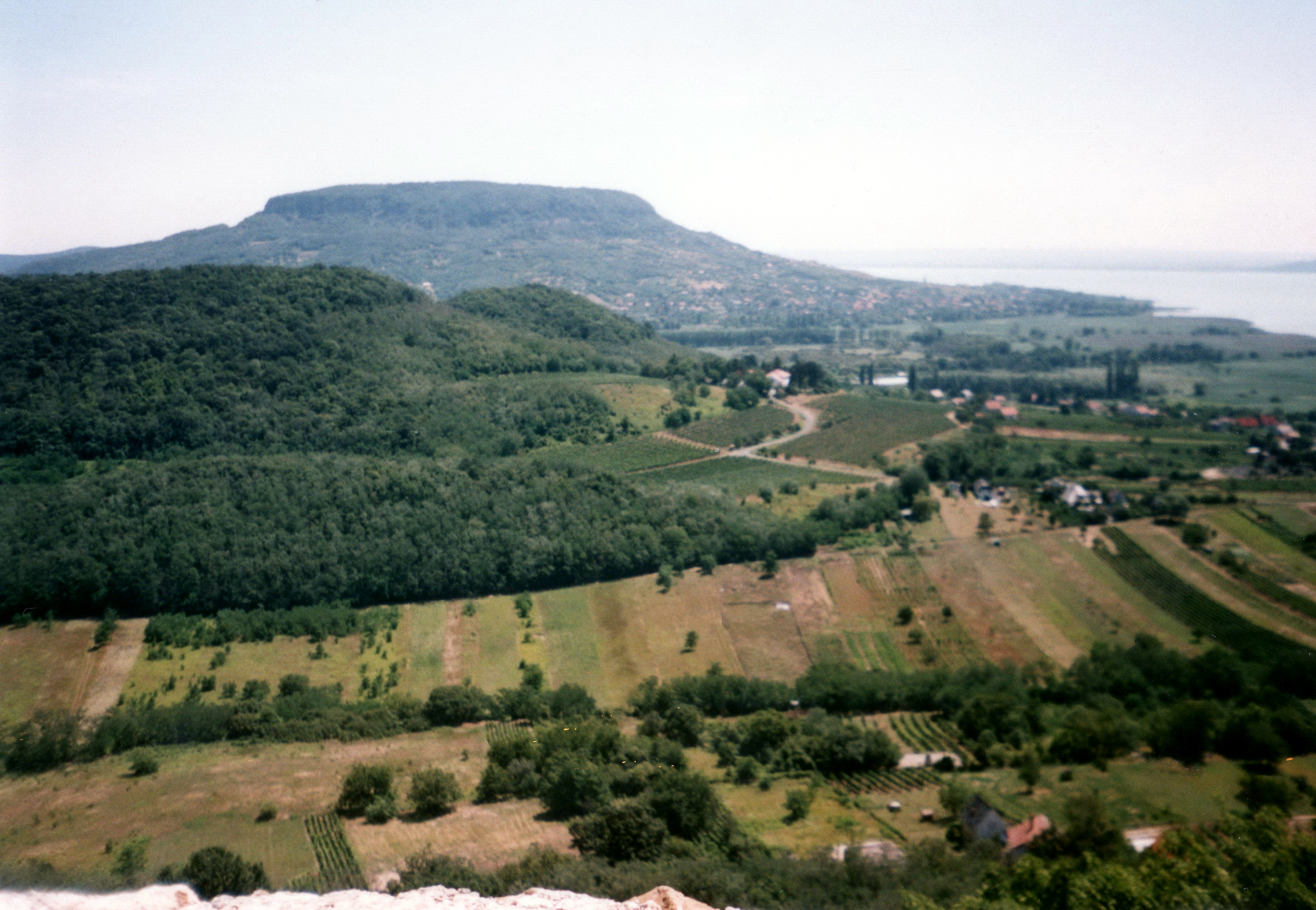
Badacsony

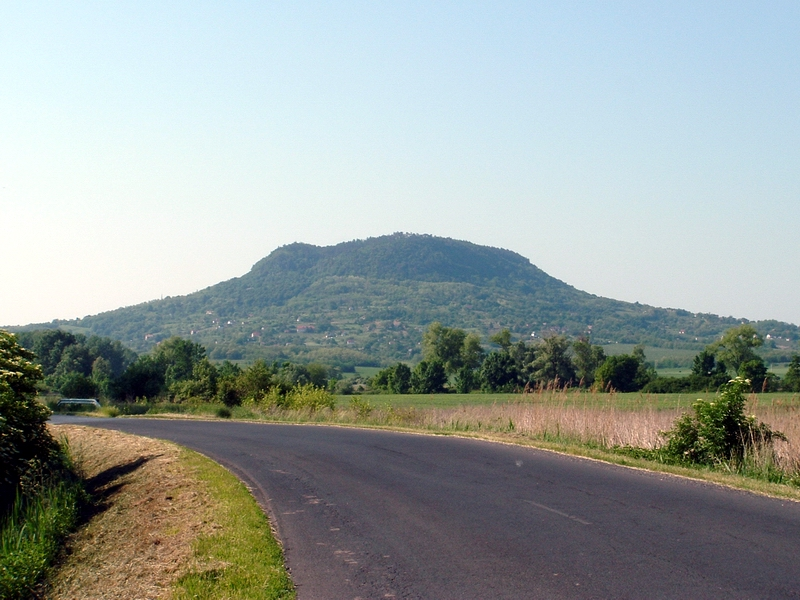
Szent György-hegy

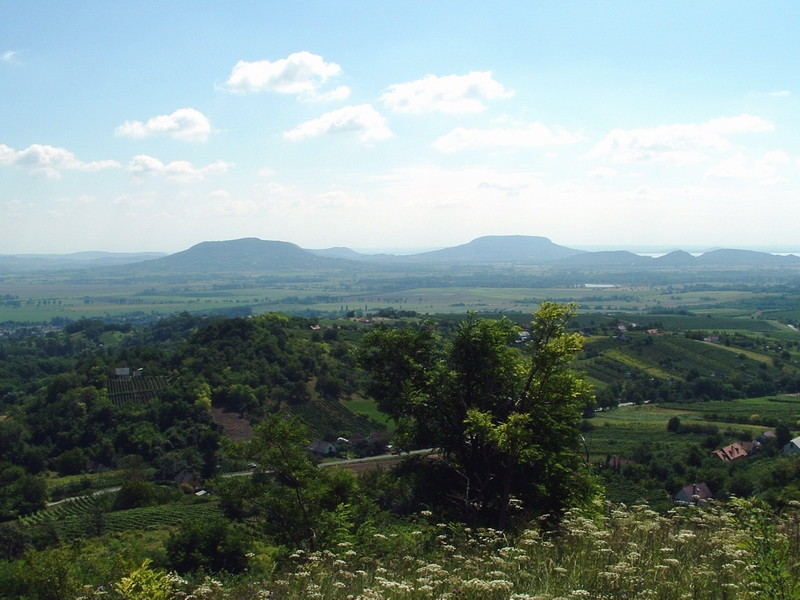
Tapolcai-medence

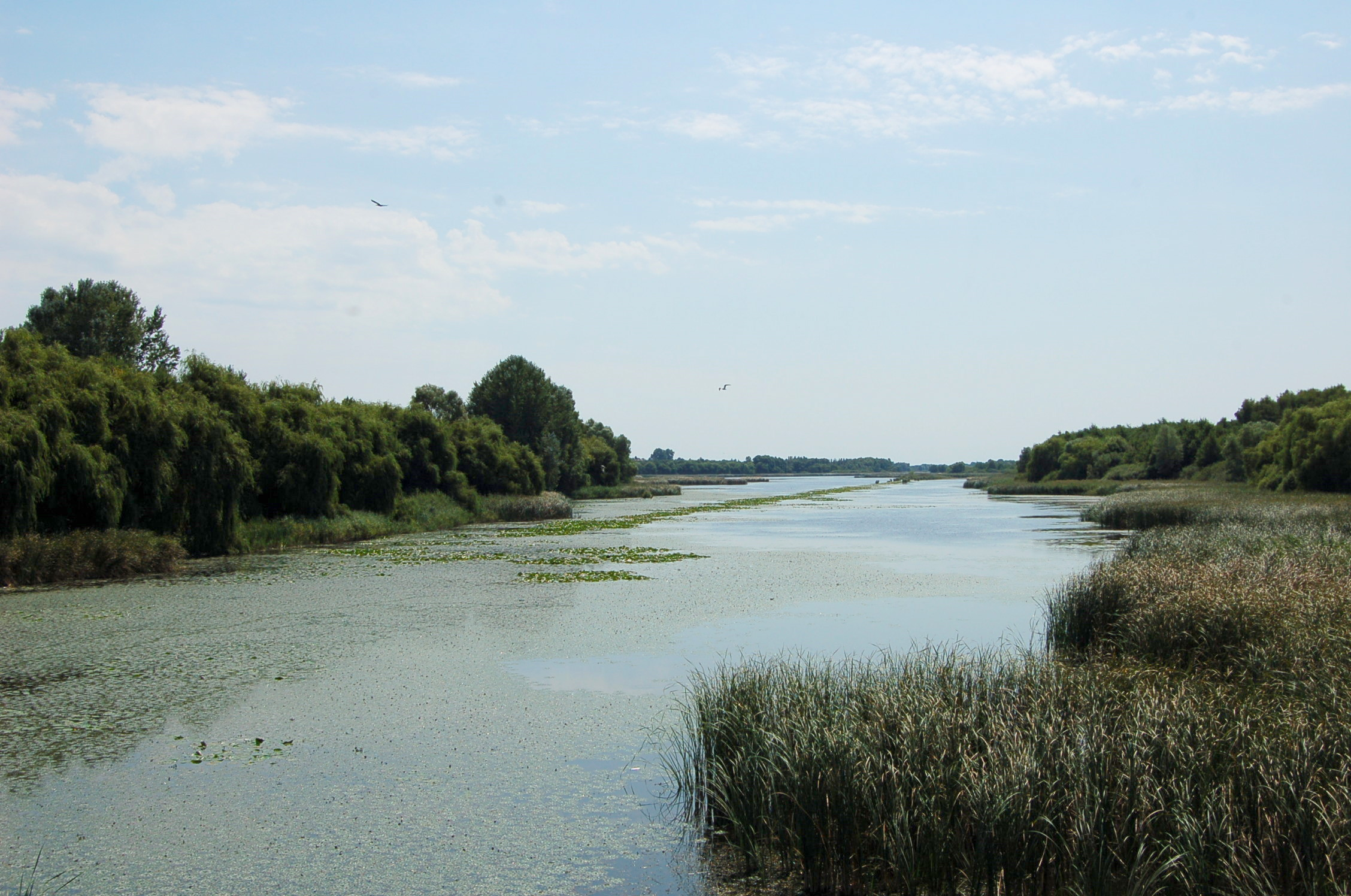
Kis-Balaton

### Tihany
A nemzeti park területei közül legrégebben védett a Tihanyi-félsziget 16 km²-nyi területe. Itt jelölték ki 1952-ben hazánk első tájvédelmi körzetét, a Tihanyi-félsziget Tájvédelmi Körzetet. A félszigeten egykor működő vulkánok és hévforrások nyomaira bukkanhatunk, amilyenek például a bazalttufából a szél erejével formált különös alakú sziklák és az úgynevezett gejzírkúpok, melyek valójában nem igazi gejzírek, hanem hévforrások működése nyomán keletkeztek. A legismertebb forráskúp az Aranyház, mely a rajta élő sárga zuzmóról kapta nevét. A félsziget belsejében található két magas fekvésű katlan közül a déli közepén a Balaton vízszintjénél 25 méterrel magasabban terül el a Belső-tó, amelynek medre, csakúgy, mint a Külső-tóé, vulkáni működés nyomán alakult ki. A tihanyi beltavak vize kizárólag a helyben lehulló csapadékból származik.
Az enyhe klímának köszönhetően ritka növény- és állatvilág alakult ki. Az erdők jellemző madara a füles kuvik. A száraz lejtősztyeppek ritka növényei a vetővirág, az őszi csillagvirág, a borzas szulák és a hártyás galambbegy. A területen ritka lepkefajok is élnek, mint a szürke medvelepke és a lápi araszoló lepke. A Tihanyi Külső-tó a vízi madarak kedvelt élőhelye. A balatoni kecskekörmök tulajdonképpen megkövesedett tengeri kagylók maradványai, amelyet a hullámverés koptatott gömbölyűre.
A félsziget nyugati oldalán fekvő mintegy 650 hektáros terület 2003. július 1-én Európa Diplomát kapott.

### Pécselyi-medence
A Pécselyi-medencére a természeti értékek mellett a hagyományos gazdálkodási módok, az öreg borospincék hangulata jellemző. A védett növények közül található itt nagyezerjófű, tavaszi hérics, mocsári nőszőfű és mocsári kosbor. Állatvilágából a védett madarak érdemelnek figyelmet, mint a gyurgyalag és a közép fakopáncs.
A Pécselyi-medence Tájvédelmi Körzetet 1997 nyarán hozták létre, utolsóként a nemzeti parkba összevont védett területek közül.

### Káli-medence
A hegyek koszorújában található Káli-medence 1984 óta védett. Felszíni képződményei közül a legfontosabbak a bazaltkúpok és bazaltzsákok, valamint a „kőtengerek”, amelyek kőhátakkal borított lapályok. Kimagasló növénytani értéket képviselnek a láprétek. Köveskál közelében él hazánk legnagyobb lisztes kankalin populációja, ez a növény a nemzeti park jelképe. A nagyobb állóvizek a vízimadaraknak adnak otthont.

### Badacsony és aTapolcai-medence
A nemzeti parkba beolvasztott Badacsonyi Tájvédelmi Körzet hazánk második tájvédelmi körzete volt. 1965-ben hozták létre, és 1978-ban hozzá csatolták a csupán két évvel azelőtt létesített Szentgyörgyhegyi Tájvédelmi Körzetet is.
A Balaton partjának hegyei – Badacsony, Szigliget stb. – vulkáni tevékenység nyomán alakultak ki. A szél és a víz romboló munkája nyomán csak az ellenállóbb bazalt maradt vissza, így jöttek létre a tanúhegyek. A Badacsony oldalában (ahol egykor bazaltbányászatot végeztek, jelentősen elcsúfítva a vulkáni tanúhegyet) hatalmas kőfolyások, kőtengerek találhatók.
A bazalthegyeken számos ritka növény él. A kőomlásokon él a sziklai ternye, a Badacsony erdeiben pedig erdei ciklámen, májvirág. Hazánkban egyedül a Szent György-hegyen él a cselling, de itt él a szintén ritka pikkelypáfrány és a Lumnitzer-szegfű is. A Csobáncon él a fekete kökörcsin, a leánykökörcsin és a buglyos kőtörőfű. A terület madárritkaságai a holló, a vörös vércse és a kövirigó.

### Keszthelyi-fennsík, a Tátika és a Kovácsi-hegy csoportja
A dolomitból épült Keszthelyi-fennsík felszínét kőoszlopok, víznyelők, töbrök, szurdokvölgyek teszik változatossá. A hegy gyomrában barlangok találhatók. Élővilága igen változatos. Erdeiben a száraz, meleg élőhelyekre jellemző virágos kőris és a hűvös, üde helyeket kedvelő bükk keveredik. Itt él a tarka nádtippan és a sziklai páfrány. A Keszthelyi-fennsíkon több mint nyolcvan védett és fokozottan védett növényfaj él, köztük orchideák is. Az itt élő láncos futrinka országosan ritka rovarfaj. A ligeterdők lakója a fekete harkály, a kis fakopáncs és a zöld küllő. Gyakran látható lappantyú és léprigó. A nyest és a nyuszt egyre gyakoribb.
A Tátika-hegyen élő ősbükkös 1953 óta védett, ma erdőrezervátum. A háborítatlanság sok védett állatfajnak kedvez, él itt havasi cincér, kék galamb, holló, nagyfülű denevér. A sziklagyepeken él a sziklai ternye, a turbánliliom és a tarka nőszirom.
A Kovácsi-hegycsoport területén található Herman-tó mára égeres láperdővé alakult és a nemzeti park fokozottan védett területe.
A nemzeti parkba beolvasztott Keszthelyi Tájvédelmi Körzetet 1984-ben alapították.

### Kis-Balaton
A Kis-Balaton három tényező együttes hatásának köszönheti létét. A terület eltőzegesedése mellett a Zala folyó is itt rakta le hordalékát. A harmadik tényező az ember természetet átalakító munkája. A sorozatos beavatkozások során veszélybe került az ország legcsodálatosabb madárparadicsoma. 1979-ben Magyarország csatlakozott a Rámszari egyezményhez, és a Kis-Balaton felkerült a „Nemzetközi jelentőségű vadvizek” jegyzékére. 1984-ben megkezdődtek a rekonstrukciós munkák. Visszatelepült számos ritka madárfaj, mint a nagy kócsag, valamint megjelent a patkányfejű pocok, a lápi póc, a réti csík.
A Kis-Balaton Tájvédelmi Körzetet 1986-ban hozták létre.